# 2世紀南京
|        | 南京历史 |
| 世纪： | 前5世纪南京 \| 前4世纪南京 \| 前3世纪南京 \| 前2世纪南京 \| 前1世纪南京 \| 1世纪南京 \| 2世纪南京 \| 3世纪南京 \| 4世纪南京 \| 5世纪南京 \| 6世纪南京 \| 7世纪南京 \| 8世纪南京 |

南京于2世纪，为汉朝秣陵县，195年-200年为孙策、孙权占领。

## 大事记

### 100年代
- 107年，调丹阳郡租米赈济江淮，几年后再次调米赈灾。

### 120年代
- 123年，八月，丹阳郡山崩47处。

### 140年代
- 145年，江淮民变，义军四起，诛杀堂邑县县令。

### 190年代
- 195年，孙坚之子孙策领兵渡长江南下，攻占丹阳、湖熟、江乘、秣陵等县，进据江东六郡。
- 196年，江淮饥，人相食。
- 200年，孙策遇刺卒，孙权嗣屯吴，密谋“惟在鼎足江东，以观天下之衅……竟长江所极，据而有之，然后建号帝王以图天下”。